# Woskriesienskaja (Kraj Stawropolski)
Woskriesienskaja (ros. Воскресенская) – stanica w Rosji, w Kraju Stawropolskim, w rejonie nowoaleksandrowskim. W 2010 liczyła 446 mieszkańców.